# Emmelie de Forest
Emmelie Charlotte-Victoria de Forest (Randers, 28. veljače 1993.), danska je pjevačica koja je, predstavljajući svoju zemlju, pobijedila na Pjesmi Eurovizije 2013. u Švedskoj s pjesmom "Only Teardrops". 

## Rani život
Rođena je u Randersu, 28. veljače 1993. godine. Otac joj je Šveđanin, a majka Dankinja. Pjevati je počela s 9 godina. S 14 godina surađivala je sa škotskim glazbenikom Fraserom Neillom, što je uključivalo nastupe na festivalima i kulturnim manifestacijama. Godine 2011. preselila se u Kopenhagen i upisala pjevanje na pjevačkoj školi Katrine Sadolin. 

## Glazbena karijera

### 2013. - danas: Eurosong iOnly Teardrops
Emmelie de Forest je karijeru započela kao jedan od 10 kandidata na danskom nacionalnom izboru za Eurosong. Dana 26. siječnja 2013. godine, pobijedila je na nacionalnom izboru i postala danska predstavnica u Švedskoj s pjesmom "Only Teardrops". Nedugo nakon izbora, Emmelie de Forest je izbila na sam vrh ljestvice favorita. 
Dana 14. travnja 2013., Emmelie de Forest je objavila kako će joj debitanstki album, Only Teardrops, izići 6. svibnja 2013. godine, tjedan dana prije Eurosonga. Na albumu se nalazi 12 pjesama, među kojima su i originalna (studijska) i orkestralna verzija hita "Only Teardrops". 
Danska je nastupala u prvom polufinalu, održanom 14. svibnja. Nakon glasovanja je ostvarila prvo mjesto i plasirala se u finale gdje je nastupala kao 18., poslije Mađarske i prije Islanda. Nakon prebrojenih glasova, Danska je osvojila ukupno 281 bod, što je bilo dovoljno za prvo mjesto. Pobjedu je ostvarila prije nego što su sve zemlje prezentirale svoje glasove.

## Diskografija

### Albumi
| Naslov         | Detalji                                                                                                | Ljestvice |
| Naslov         | Detalji                                                                                                | DAN       |
| -------------- | --- | --------- |
| Only Teardrops | - izdan: 6. svibnja 2013. - izdavač: Universal Music Denmark - formati: CD, CD/DVD, digitalni download | 13        |

### Singlovi
| Godina | Naslov           | Ljestvice | Ljestvice | Album          |
| Godina | Naslov           | DAN       | NIZ       | Album          |
| ------ | ---------------- | --------- | --------- | -------------- |
| 2013.  | "Only Teardrops" | 2         | 36        | Only Teardrops |

## Vanjske poveznice
- Službena stranica Emmelie de Forests